# Trimorphodon tau
Espèce
Synonymes
- Trimorphodon upsilon Cope, 1870
- Dipsas biscutata var. latifascia Peters, 1870
- Trimorphodon collaris Cope, 1875
- Trimorphodon fasciolata Smith, 1941
- Trimorphodon forbesi Smith, 1941
- Trimorphodon latifascia (Peters, 1870)

Statut de conservation UICN

 LC  : Préoccupation mineure
Trimorphodon tau  est une espèce de serpents de la famille des Colubridae.

## Répartition
Cette espèce est endémique du Mexique.

## Sous-espèces
Selon The Reptile Database (27 février 2014) :
- Trimorphodon tau latifascia (Peters, 1869)
- Trimorphodon tau tau Cope, 1870

## Publications originales
- Cope, 1870 "1869" : Seventh Contribution to the Herpetology of Tropical America. Proceedings of the American Philosophical Society, vol. 11, no 81, p. 147-192 (texte intégral).
- Peters, 1870 : Über mexicanische Amphibien, welche Hr. Berkenbusch in Puebla auf Veranlassung des Hrn. Legationsraths von Schlözer dem zoologischen Museum zugesandt hat. Monatsberichte der Königlich Preussischen Akademie der Wissenschaften zu Berlin, vol. 1869, p. 874-881 (texte intégral).